# A DKV járművei

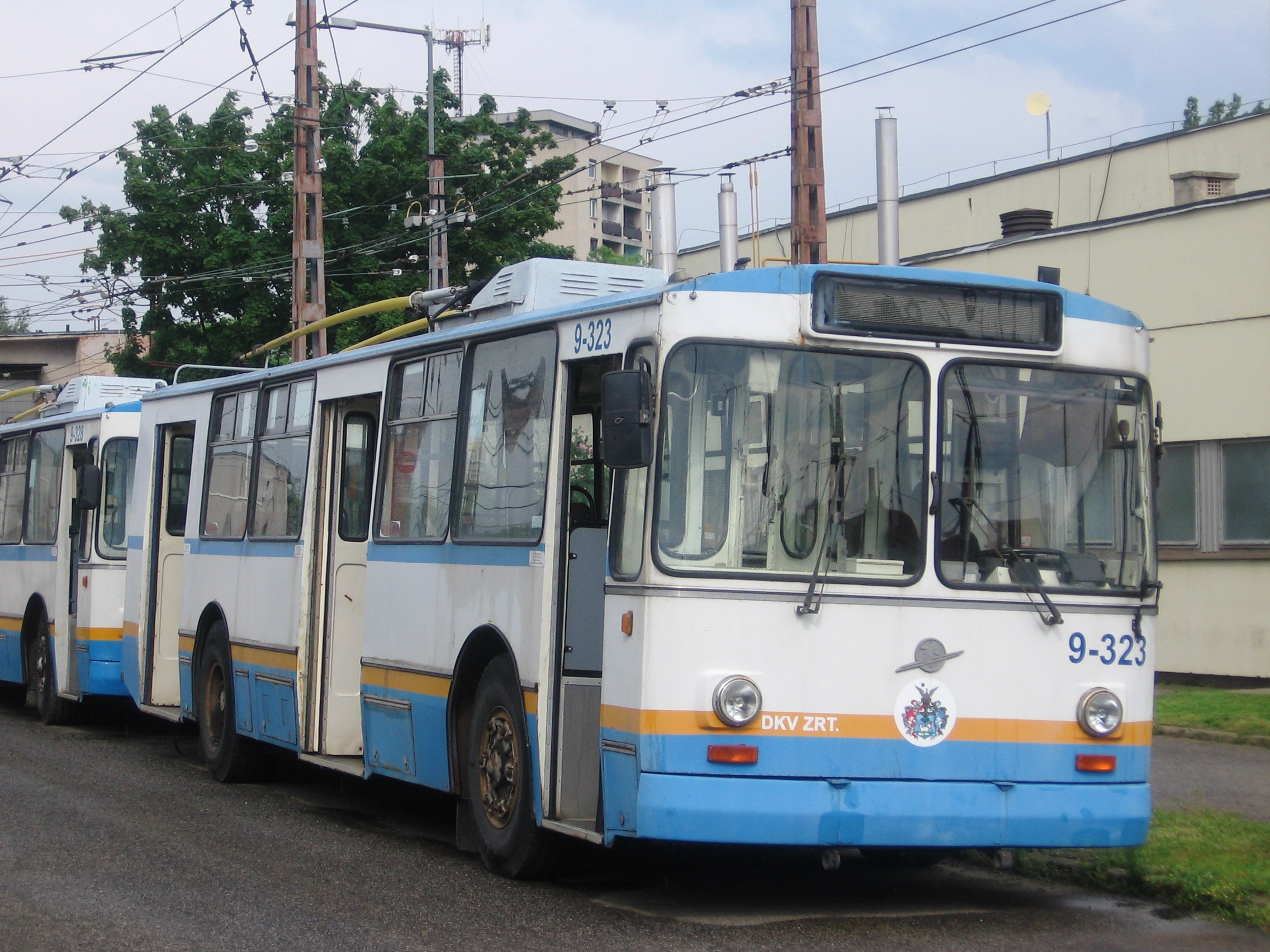
Flottaszínű ZiU–9 trolibusz

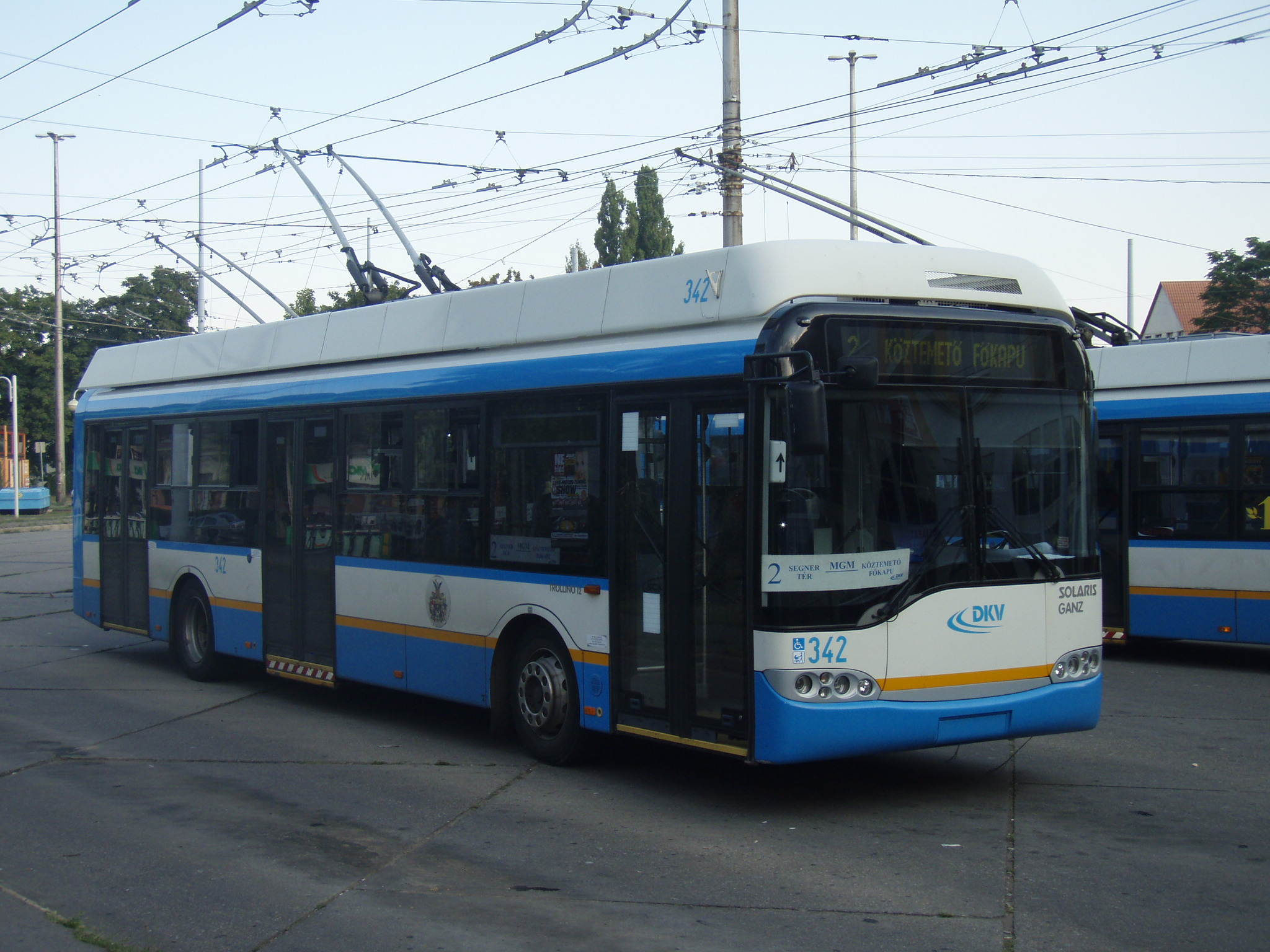
Ganz-Solaris trolibusz

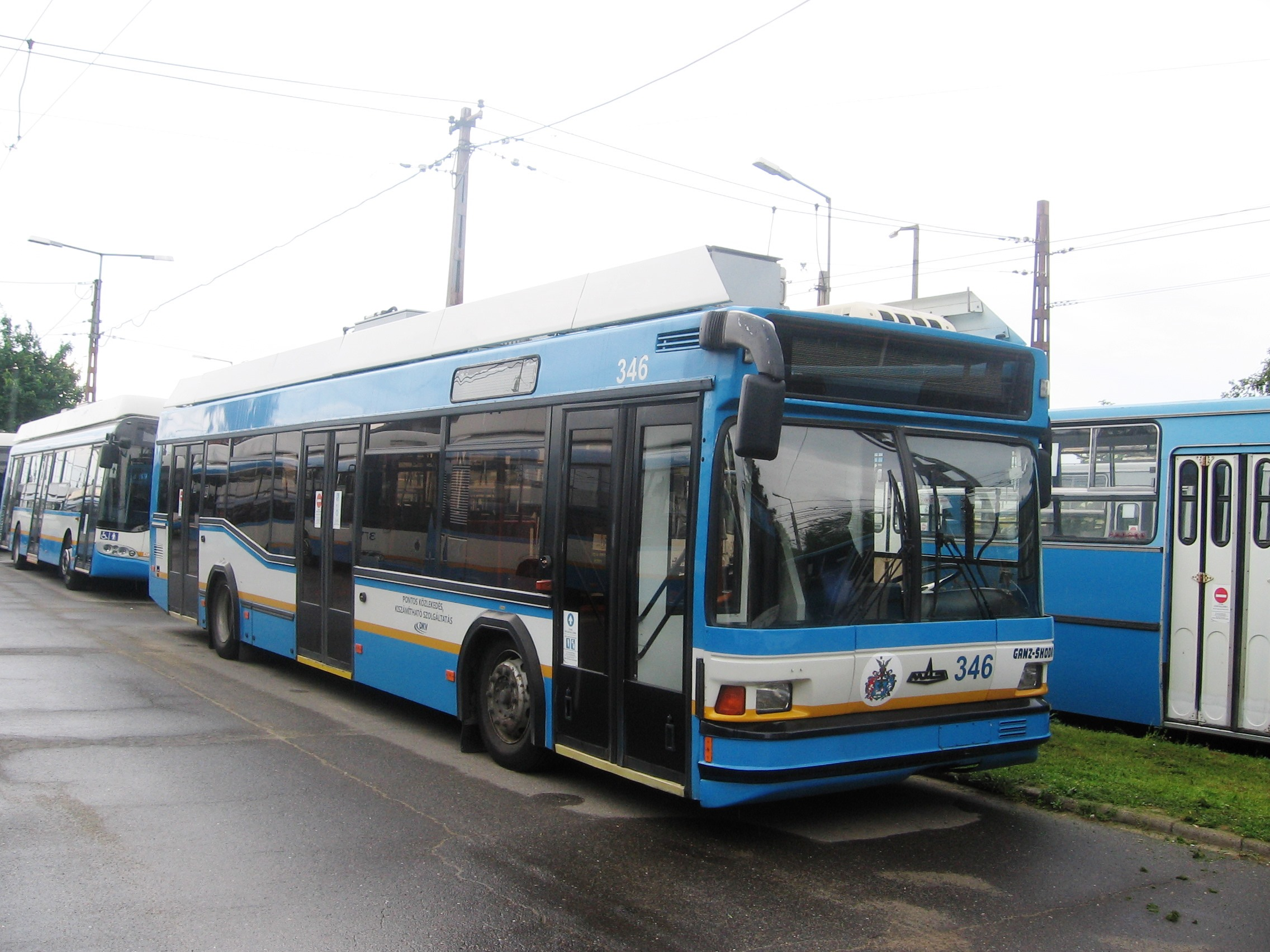
MAZ 103T típus

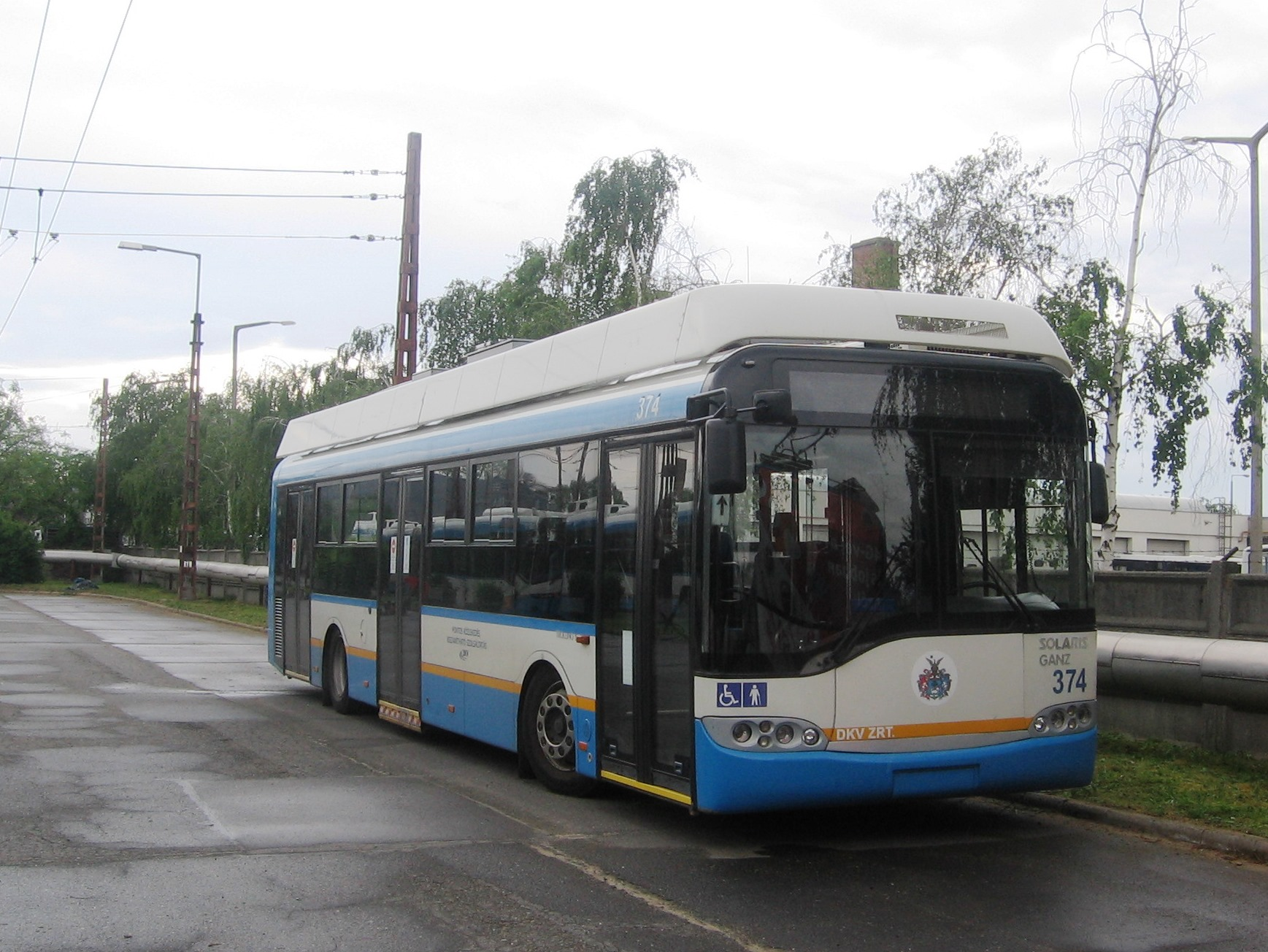
Ganz Solaris Trollino 12 típus

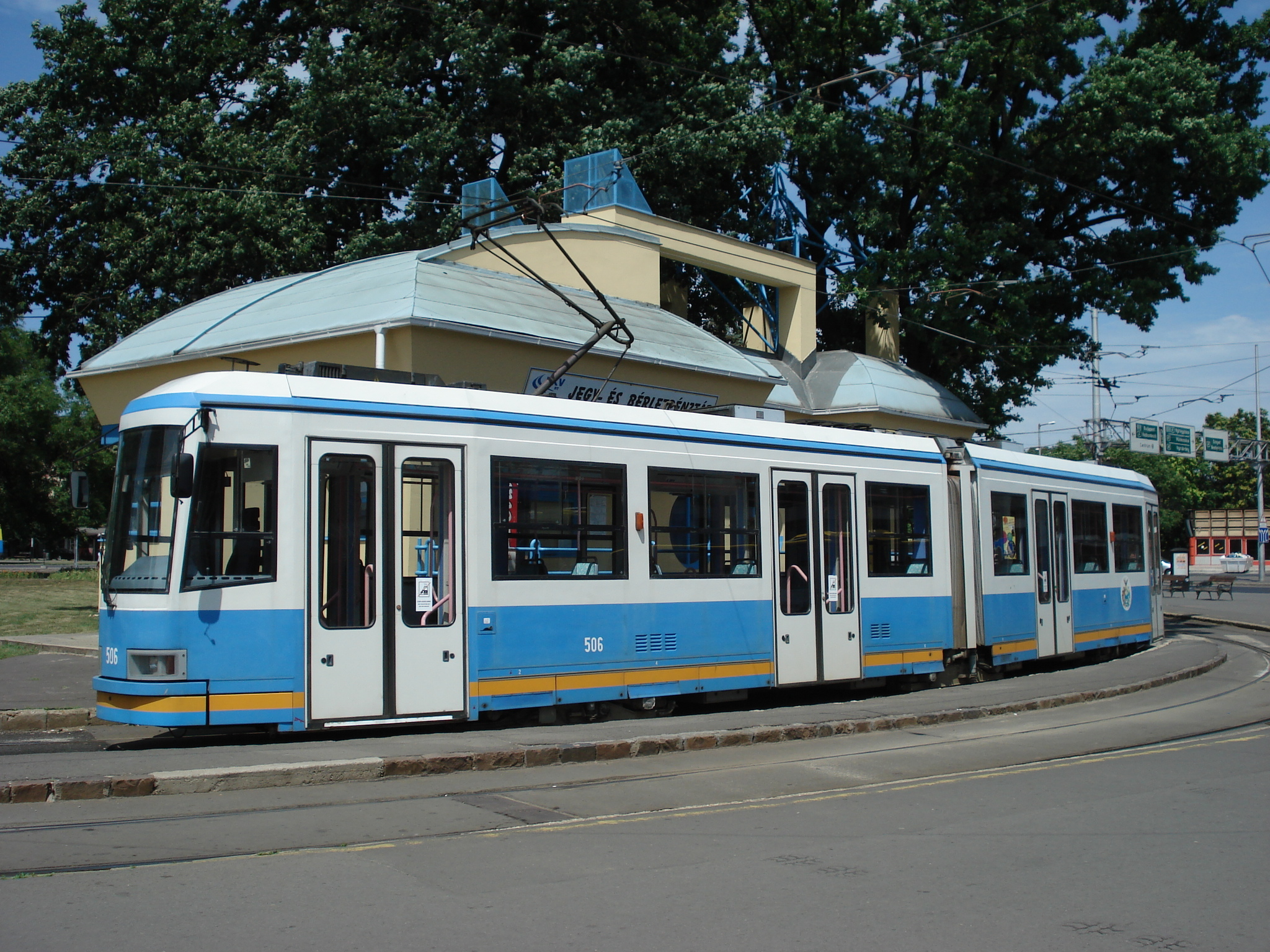
KCSV6 típusú villamos

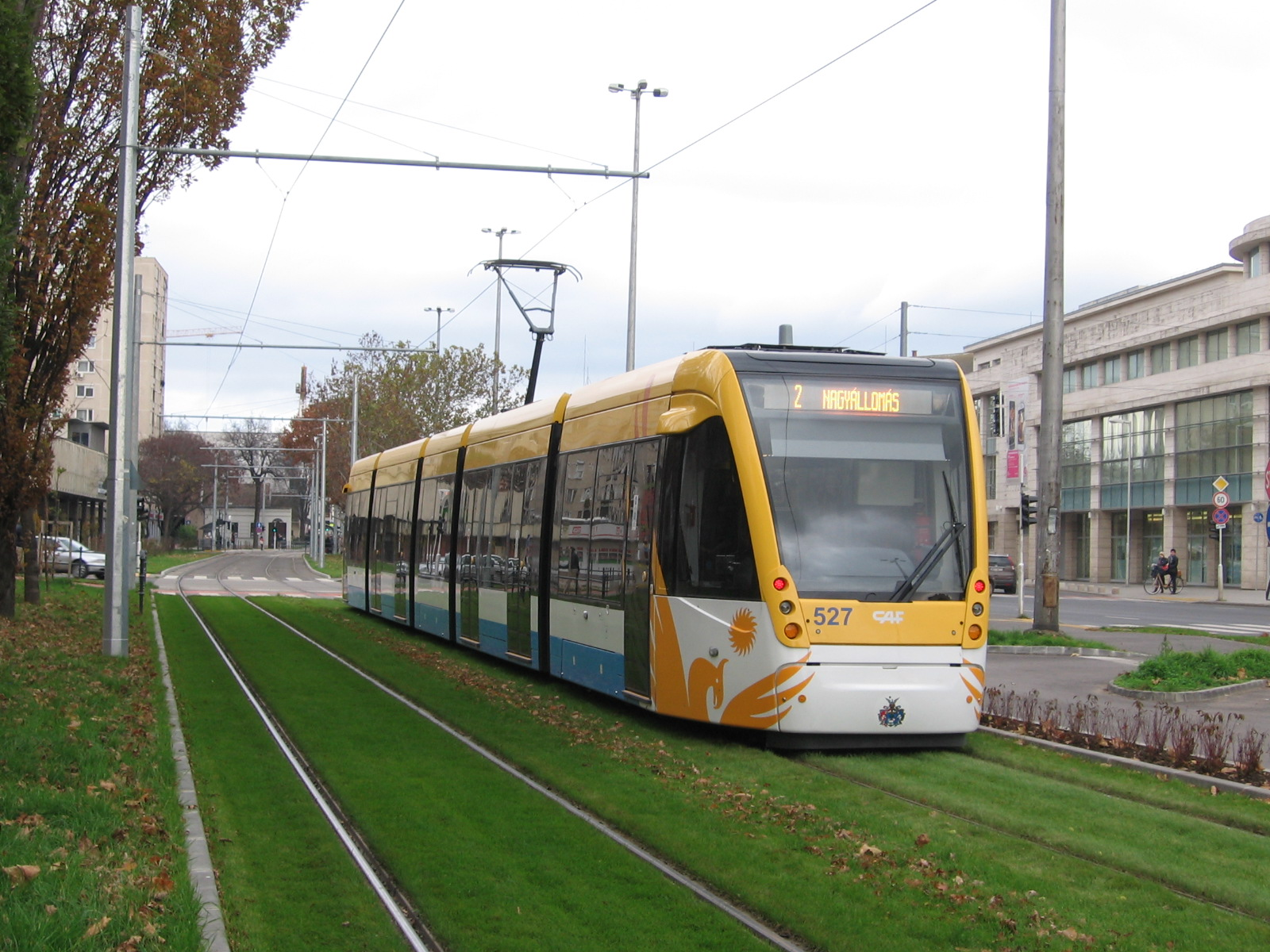
CAF Urbos 3 típusú villamos

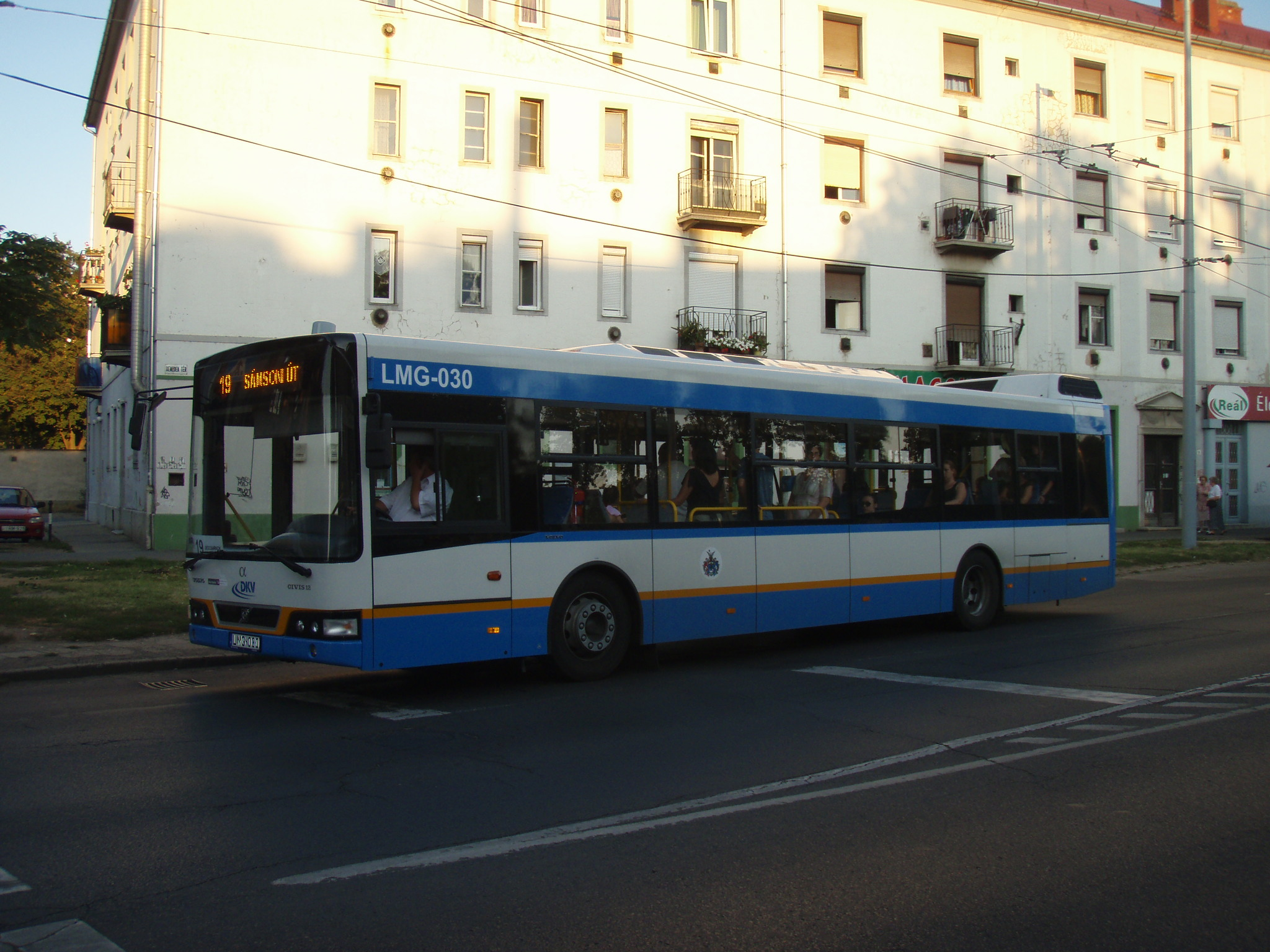
Alfa Cívis 12 szóló autóbusz

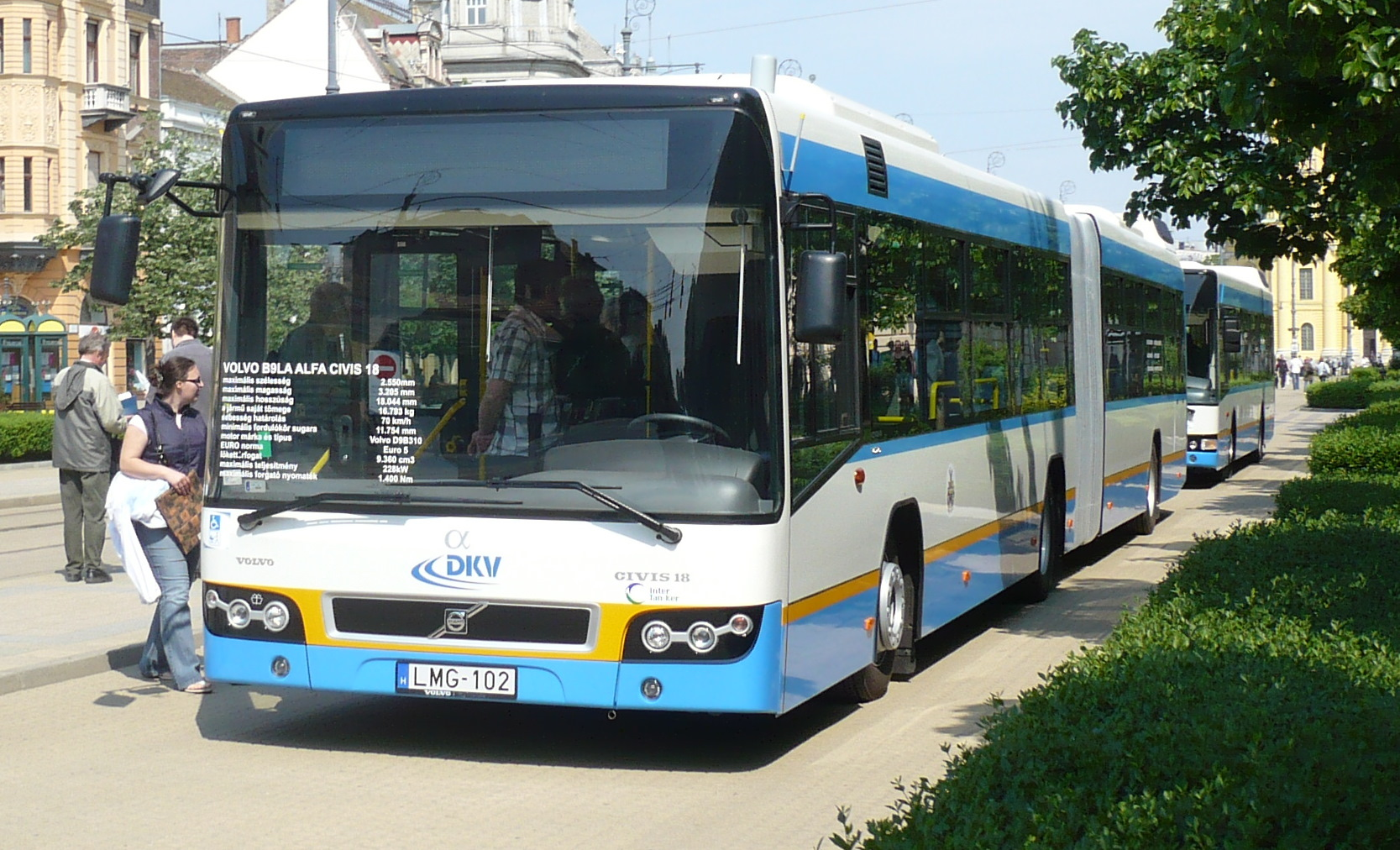
Alfa Cívis 18

A DKV állományában 139 autóbusz, 31+3 villamos és 26+2 trolibusz van.

## Autóbusz
| Eredeti darabszám | Jelenlegi darabszám | Darabszám 2022. január után | Típus                                            | Rendszám                                            | Beszerzés éve  | Állományból törlés | Megjegyzés |
| ----------------- | ------------------- | --------------------------- | ------------------------------------------------ | --------------------------------------------------- | -------------- | ------------------ | --- |
| 100               | -                   | 47                          | Alfa Cívis 12 szólóbusz                          | LMG-001-100                                         | 2009           | 2023. október      | a 100 buszból a 2-es villamos elindulásakor 15, majd az ITK Reform forgalomba állásakor 1 busz a BKV-hoz került |
| 40                | 37                  | 40                          | Alfa Cívis 18 csuklós busz                       | LMG-101-140                                         | 2009           | forgalomban        | |
| 3                 | –                   | –                           | Enterprise Plasma midibusz                       | KZV-839,841-842                                     | 2010           | 2012               | állományból kivonva                                                                                             |
| 6                 | –                   | –                           | Ikarus 280 csuklós busz                          | 165,261,542,764,999, ELS-245                        | 2011           | 2011               | Hajdú Volántól bérelve                                                                                          |
| 1                 | –                   | –                           | Rába Premier 291 csuklós busz                    | HDA-285                                             | 2011           | 2011               | Hajdú Volántól bérelve                                                                                          |
| 1                 | 1                   | 31                          | ITK Reform 500LE szólóbusz                       | RFM-500 SVE-901-930                                 | 2018/2022      | forgalomban        | debreceni gyártású                                                                                              |
| 22                | 22                  | 9                           | Mercedes-Benz Conecto G csuklós busz             | RMD-051-055 SZS-601-604 AA-DR-608-610 AE-BE-611-620 | 2019/2022/2024 | forgalomban        | Törökországban készültek                                                                                        |
| 5                 | 5                   | 5                           | Volvo 7700A csuklós busz                         | 741-745                                             | 2020           | forgalomban        | használtan beszerezve                                                                                           |
| 4                 | -                   | 4                           | MAN Lion's City csuklós busz                     | RXZ-400, 402-404                                    | 2020           | 2022               | használtan beszerezve                                                                                           |
| 1                 | 1                   | 1                           | ITK Reform 501LE szólóbusz                       | RFM-501                                             | 2021           | forgalomban        | debreceni gyártású                                                                                              |
| 1                 | 1                   | 1                           | Mercedes-Benz Sprinter Intercity 516CDI midibusz | 203                                                 | 2021           | forgalomban        | különjárati célra használják                                                                                    |
| 1                 | 1                   | 1                           | Mercedes-Benz Sprinter City 516CDI midibusz      | 206                                                 | 2021           | forgalomban        | |

## Trolibusz
| Típus                     | Eredeti darabszám | Jelenlegi darabszám | Pályaszámok                                                                       | Beszerzés éve | Megjegyzés                                                                                       |
| ------------------------- | ----------------- | ------------------- | --------------------------------------------------------------------------------- | ------------- | ------------------------------------------------------------------------------------------------ |
| Ikarus 280T               | 5                 | 1                   | 400, 403, 404 (selejt) 401 (eladva gyűjtőnek) 402 (nosztalgia jármű, töretőjárat) | 1991          | Csak a 402-es közlekedik                                                                         |
| ZiU–9                     | 37                | 3                   | 9-323, 9-328 ("flottaszínű" nosztalgia kocsik) 9-305 (piros színű, bontást várja) | 1985–1987     | 2014-ig halottak napja körül részt vett a forgalomban a 9-328, kijelzővel ellátva (9-323, 9-328) |
| Ganz Solaris Trollino 12  | 5                 | 5                   | 341–345                                                                           | 2005          |                                                                                                  |
| Ganz Skoda Trollino 12D   | 5                 | 5                   | 371–375                                                                           | 2005          |                                                                                                  |
| Ganz Skoda Trollino 12 D2 | 11                | 11                  | 376–386                                                                           | 2007          |                                                                                                  |
| Maz 103T                  | 1                 | 1                   | 346                                                                               | 2007          | Forgalmi vizsga hiányában 2018-tól nem közlekedett, 2022-óta ismét üzemképes.                    |

## Villamos
| Darabszám | Típus                  | státusz                      | Pályaszám                                                                    | Beszerzés éve                                                    |
| --------- | ---------------------- | ---------------------------- | ---------------------------------------------------------------------------- | ---------------------------------------------------------------- |
| 10        | KCSV6                  | menetrend szerint közlekedik | 500-508, 510                                                                 | 1994-1997                                                        |
| 18        | CAF Urbos 3            | menetrend szerint közlekedik | 511-528                                                                      | 2013-2014                                                        |
| 3         | FVV CSM                | nosztalgiaként közlekedik    | 484 (üzemképtelen) 486 (üzemképes) 489 (ex. Budapest 1222, Debrecenben 491)  | 484: 1972-ben 486: 1975-ben 489: 1983-ban Budapestről használtan |
| 1         | Ganz UV                | üzemi járműként közlekedik   | 205 (ex Budapest 7662)                                                       | 2008                                                             |
| 1         | L                      | nosztalgiaként közlekedik    | 260 (ex Budapest)                                                            | 2005                                                             |
| 2         | 2500 és 2700-as széria | nosztalgiaként közlekedik    | 1884+1984 (ex Budapest 2568+2572), 101-es munkakocsi (ex 252, Budapest 2765) | 1884+1984: 1984 101: 1961                                        |